# Tetla de la Solidaridad
Tetla de la Solidaridad est l'une des 60 municipalités de l'État de Tlaxcala, au Mexique, est situé à 7 kilomètres de la ville d'Apizaco. Tetla a une vaste extension territoriale, le chef-lieu de la municipalité, ses localités, ses ranchs et ses ex-haciendas. Faisant aussi partie de la municipalité de Tetla, la ville industrielle de Xicohtencatl est l'une des principales sources de travail non seulement Tetla, mais aussi l'état.